# Fairey Pintail
El Fairey Pintail fue un hidroavión de caza monomotor británico de la década de 1920. Aunque fue desarrollado por Fairey como un caza de reconocimiento para la Real Fuerza Aérea, los únicos pedidos realizados fueron de tres ejemplares para la Armada Imperial Japonesa.

## Diseño y desarrollo
El Pintail fue diseñado por F. Duncanson, de Fairey Aviation, para cubrir los requisitos de la Especificación Tipo XXI de la RAF, emitida en 1919 para un caza de reconocimiento anfibio, que competía contra el Parnall Puffin. El Pintail era un biplano de dos vanos, equipado con flotadores gemelos y con el ala superior alineada con la línea de visión del piloto. Para proporcionar un campo de visión despejado hacia arriba a la tripulación, el Pintail estaba equipado con una unidad de cola inusual, con el estabilizador horizontal sobre la parte superior del fuselaje trasero y el timón de dirección debajo del estabilizador horizontal.
El primer prototipo, el Pintail Mark I, voló el 7 de julio de 1920. El segundo prototipo, el Pintail Mark II, tenía un fuselaje alargado, mientras que el tercero, el Pintail Mark III, tenía ruedas no retráctiles dentro de los flotadores. Si bien el Pintail era más capaz como caza que el Puffin, ofreciendo un excelente campo de visión hacia arriba para la tripulación, su visibilidad hacia abajo era deficiente para el piloto durante el aterrizaje.

## Historia operacional
Aunque la RAF no adoptó el Pintail, se vendieron tres ejemplares, similares al Mark III, a la Armada Imperial Japonesa. Estos aviones, conocidos como Pintail IV, tenían una mayor separación entre alas, de modo que el ala superior se situaba por encima del fuselaje, mejorando la visibilidad hacia abajo para el piloto. El primer Pintail IV voló el 20 de agosto de 1924.

## Variantes
Pintail I
Primer prototipo (N133).
Pintail II
Segundo prototipo con fuselaje alargado (N134).
Pintail III
Tercer prototipo con ruedas no retráctiles dentro de los flotadores (N135).
Pintail IV
Serie corta con mayor distancia entre alas y el ala superior por encima del fuselaje, 3 construidos (F.478-F.180).

## Operadores
Japón
- Servicio Aéreo de la Armada Imperial Japonesa

## Especificaciones (Pintail III)
Referencia datos: The British Fighter since 1912

### Características generales
- Tripulación: Dos
- Longitud: 9,8 m (32,3 ft)
- Envergadura: 12,2 m (40 ft)
- Altura: 3,4 m (11 ft)
- Superficie alar: 37 m² (398,3 ft²)
- Peso cargado: 2132 kg (4698,9 lb)
- Planta motriz: 1× motor lineal de 12 cilindros en W refrigerado por agua Napier Lion V.
  - Potencia: 354 kW (488 HP; 481 CV)
- Hélices: Bipala de paso fijo

### Rendimiento
- Velocidad máxima operativa (Vno): 201 km/h (125 MPH; 109 kt) a nivel del mar
- Carga alar: 38,6 kg/m² (7,9 lb/ft²)
- Tiempo a altitud: 5 min 8 s para 1500 m (5000 pies)[3]

### Armamento
- Ametralladoras: 

  - 1x Vickers de 7,7 mm frontal fija
  - 1x Lewis de 7,7 mm flexible en anillo Scarff en cabina trasera